# Jean-François Gillet
Jean-François Gillet, mais conhecido como Gillet (Liége, 31 de maio de 1979) é um ex-futebolista belga que atuava como goleiro. Atualmente é treinador de goleiros no Standard Liège.

## Carreira
Gillet começou a carreira no Standard de Liège entre os anos de 1998 e 1999. Em 1999 Gillet se mudou para a Itália, jogando por uma temporada no Monza. No final da temporada de 2000 foi comprado pelo Bari. Na temporada 2003/2004 foi emprestado para o Treviso, voltando ao Bari em 2004, onde completou cerca de 280 jogos. Ele defendeu o Torino, Bologna, Catania até o rebaixamento.
Gillet fez parte do elenco da Seleção Belga de Futebol da Eurocopa de 2016.